# ファンタスティック・アドベンチャーズ
- Fantastic Adventures
- ファンタスティック・アドベンチャーズ
- ファンタスティック・アドヴェンチャーズ

『ファンタスティック・アドベンチャーズ（Fantastic Adventures）』とは、アメリカ合衆国で1939年から1953年にかけてジフ・デイビス社が発行していたファンタジーやSF分野の小説を取り扱う大衆雑誌である。同社が先行して刊行していた『アメージング・ストーリーズ』の姉妹誌にあたる。軽快で風変わりな作品を取り揃えて評判となったが、質の高い小説を継続して提供することが出来なかったと主張するサイエンス・フィクションの歴史家も存在する。一部作家が実名とペンネームを使い分けることで、少人数の作家グループによって作品が提供されていた。1940年末に廃刊の危機に陥ったが、1940年10月号でジェームズ・アレン・セント＝ジョンがイラストを手掛けたロバート・ムーア・ウイリアムズの『失われた国のジョンガー』が表紙を飾ったことで持ち直した。
『アメージング・ストーリーズ』を担当していたレイモンド・A・パーマーが創刊から編集していたが、1949年にパーマーがジフ・デイビス社を退職すると、ファンタジー小説に造詣が深いハワード・ブラウンが後任となった。編集長の交代によって『ファンタスティック・アドベンチャーズ』の小説の質は向上し、1951年前後が同誌の全盛期だったと言われている。しかしながら、『アメージング・ストーリーズ』を高級誌へと転向させることに失敗したことが契機となり、『ファンタスティック・アドベンチャーズ』の売り上げも低迷した。1952年にジフ・デイビス社『ファンタスティック』を創刊し、一定の成功を収めるようになったこともあり、1953年3月号をもって『ファンタスティック・アドベンチャーズ』は廃刊となった。

## 歴史

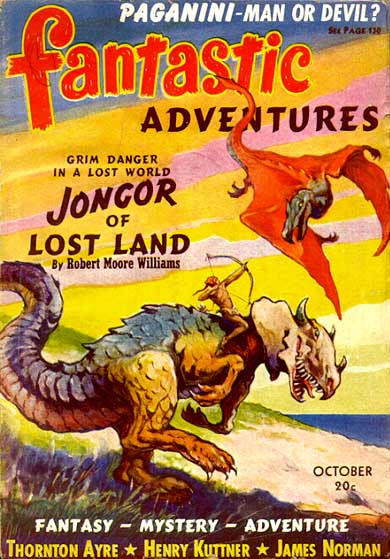
最終刊行となる予定だったジェームズ・アレン・セント＝ジョンによる雑誌表紙（1940年10月号）。

サイエンス・フィクションを取り扱った雑誌は1920年代以前より出版されていたが、1926年にヒューゴー・ガーンズバックが専門誌として『アメージング・ストーリーズ』を創刊するまでは、独立したジャンルとして地位を確保するには至っておらず、1930年代の終わりにこの分野は最初のブームを迎えることになる。ガーンズバックが経営していたエクスペリメンター出版が1929年に破産すると、『アメージング・ストーリーズ』はテック・パブリケーションズ社に売却され、1938年にはジフ・デイビス社の手に渡った。その翌年にジフ・デイビス社は『アメージング・ストーリーズ』の姉妹雑誌として『ファンタスティック・アドベンチャーズ』を創刊した。創刊号は1939年5月号で、『アメージング・ストーリーズ』の編集を担当していたレイモンド・A・パーマーが編集者を兼任した。
『ファンタスティック・アドベンチャーズ』は創刊当初、他のSF雑誌と同じラージ・パルプ判で刊行されたが、これは旧来のサイズを懐古するSFファンを引き付けるためであろうと考えられている。刊行当初は隔月発行だったが、1940年1月より月刊誌となるも『アメージング・ストーリーズ』ほどの売り上げが上げられず、同年6月号から再び隔月刊に戻り、雑誌のサイズも標準的なパルプ判となった。しかし、低迷する売り上げが回復することはなく、ジフ・デイビス社は同年の10月号を以て廃刊とする計画を立てていたが、1940年10月号に掲載されたロバート・ムーア・ウイリアムズの『失われた国のジョンガー』、および表紙を手掛けたジェームズ・アレン・セント＝ジョンのイラストがこの危機を救うこととなった。
この号は人気を博し、前号の2倍の売り上げを記録したことで話題性を察知したジフ・デイビス社は廃刊計画を中止し、1941年1月号より再び『ファンタスティック・アドベンチャーズ』の刊行を行い、同年5月より再度月刊へと切り替えた。
1950年にハワード・ブラウンが『アメージング・ストーリーズ』と『ファンタスティック・アドベンチャーズ』の編集長に就任した。ブラウンはサイエンス・フィクションよりもファンタジーの分野に注力し、『ファンタスティック・アドベンチャーズ』もその傾向が見て取れるようになるが、朝鮮戦争の影響によって『アメージング・ストーリーズ』の高級化路線への変更が頓挫すると、しばらくの間両誌への関心を失った。その間ウィリアム・ハムリングが編集を代行したが、雑誌の品質は低下した。1950年、ジフ・デイビス社が本社機能をシカゴからニューヨークへ移すと、シカゴに残ったハムリングに代わって再びブラウンが指揮するようになった。SF作家であるブライアン・ステイブルフォードやマイク・アシュリーらは、ブラウンが編集に携わるようになって雑誌の品質は確実に向上したと述べている。1952年夏に入るとブラウンはファンタジー色をより強めたダイジェスト・サイズの『ファンタスティック』を創刊した。『ファンタスティック』はすぐに人気を獲得し、『アメージング・ストーリーズ』もパルプ判からダイジェスト判へとサイズが変更された。『ファンタスティック』の成功により『ファンタスティック・アドベンチャーズ』を継続刊行させる意義がなくなりつつあったこともあり、1953年3月号を以て『ファンタスティック・アドベンチャーズ』は廃刊となり、『ファンタスティック』へと統合された。『ファンタスティック』の5月号から6月号にかけては発行人欄に『ファンタスティック・アドベンチャーズ』への言及があったが、これも次号で無くなった。

## 内容

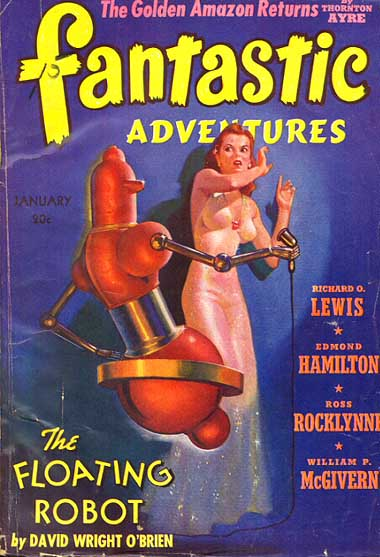
H・W・マッコーリィによる1941年1月号の表紙。「マックガール」はこれまでのアクションシーンを切り取ったイラストに取って代わって1940年代後半から頻繁に登場するようになった。

### パーマー時代

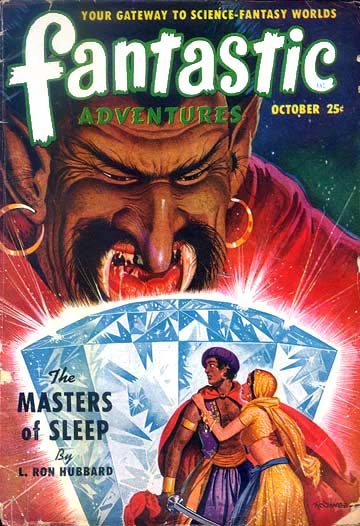
1950年10月号の表紙を飾ったL・ロン・ハバード『Masters of Sleep』。イラストはロバート・ギブソン・ジョーンズ。

パーマーは『ファンタスティック・アドベンチャーズ』について、パルプ雑誌特有の猥雑で煽情的な魅力を維持したまま、中身の小説はスリック・マガジンの『サタデー・イブニング・ポスト』のような高い品質を持つものを目指した。
当時のファン層からはファンタジー小説とSF小説を混在させることは好まれていなかった。また、『ファンタスティック・アドベンチャーズ』の表紙には「The Best in Science Fiction」と謳われていたが、パーマーは意図してこれらのジャンルを混合させ、両方の長所を兼ね備えていると喧伝した。競合誌として1939年3月に創刊されたばかりの『アンノウン』や、1923年に創刊された『ウィアード・テイルズ』があったが、『ファンタスティック・アドベンチャーズ』はこれらの模倣を良しとせず、エドガー・ライス・バローズの冒険活劇を全面に推し出し、雑誌の核に据えた。これは、『アメージング・ストーリーズ』に寄稿された多くのファンタジージャンルの作品を順次『ファンタスティック・アドベンチャーズ』に発表する準備を整えていたものと考えられている。創刊号の表紙はイアンド・ビンダーによる『The Invisible Robinhood』で、ハール・ヴィンセント、ロス・ロックリン、A・ハイアット・ヴェリルらの作品が掲載された。アシュリーはこれらの作品について、創刊号としては「二級品」であったと分析している。小説の他にはクイズや著者のプロフィール、読者が書かれたヒントを元に謎を解くタイプの『科学探偵レイ・ホームズ』と題した漫画が掲載されていた。しかしながらこの漫画を用いた試みは失敗と見なされており、次号から姿を消している。裏表紙にはフランク・R・パウルによる『火星から来た男』のイラストと解説記事が掲載され、裏表紙イラストは同誌の定番となった。
次号にはエドガー・ライス・バローズによる『科学者たちの反乱』が掲載された。この作品はもともと、現代ヨーロッパを舞台とした宮廷の陰謀について書かれたものだったが、パーマーの手によって未来を舞台とした作品へと書き直された。『科学者たちの反乱』はバローズの売れ残りの小説であり、稚拙な内容であったが、客寄せとして用いられたとアシュリーは分析している。メインとなる作品には恵まれなかったが、ネルスン・S・ボンドの『モンスターはどこから』や、ソーントン・エア名義で発表したジョン・ラッセル・ファーンの作品『黄金のアマゾン』が好評で、創刊号よりも売り上げを伸ばした。バローズは1941年3月号より金星シリーズの連続短編を寄稿し、ジェームズ・アレン・セント＝ジョンがその全4回の表紙を手掛けた。これらの相乗効果は大きな話題を呼び発行部数は大幅に伸長した。
『ファンタスティック・アドベンチャーズ』にはしばしば、ペンネームで作品が掲載されており、実際の作家陣は少人数グループであった。このグループに所属していた主要なメンバーとしてウィリアム・P・マッギヴァーン、デヴィッド・ライト・オブライエン、ドン・ウィルコックス、チェスター・S・ガイア―、ロッグ・フィリップス、ロイ・イェルザ、ロバート・ムーア・ウイリアムズ、ロバート・ブロック、バークレー・リビングストンらがいる。パーマーはこうした少人数グループの作品以外にも、オーガスト・ダーレスなどから小説を購入するなど、掲載作品を集めることに奔走した。1947年に掲載されたレイ・ブラッドベリの『Tomorrow and Tomorrow』もこうして集められた作品のひとつである。アシュリーはこの作品について、1940年代『ファンタスティック・アドベンチャーズ』の中でも最高の小説のひとつと評価している。そのほか、ネルスン・S・ボンドは『ファンタスティック・アドベンチャーズ』初期を支えた作家のひとりであり、1939年9月号に掲載された『ウィルバーフォース・ウィームズの驚くべき発明』や1940年4月号に掲載された『巫女の裁き』などで人気を博した。パーマーはお抱えの作家に一風変わった突飛なアイデアを捻りだすよう注文しており、『ファンタスティック・アドベンチャーズ』が面白いファンタジー作品に出合えるという評価に一役買っていた。こうして紡がれた作品には風変わりなタイトルが付けられており、マッギヴァーンの『モティマー・ミークの偉ぶった心』『カンタス・カッグルの苦境』『ネジのゆるいロボット、シドニー』『ローバーブのすてきなラジオ』やブロックの『フロイド・スクリルックの恐ろしい運命』などはその最たる例と言える。その他『失われた国のジョンガー』で名声を得たロバート・ムーア・ウイリアムズは、1944年に『The Return of Jongor』を、1951年に『Jongor Fights Back』という続編を寄稿している。
パーマーは『ファンタスティック・アドベンチャーズ』や『アメージング・ストーリーズ』を面白くすることに注力するあまり、ペンネームを使用している作家に本物の写真をつけてみたり、1970年生まれのタイムトラベラーを自称する科学者からのでっちあげの手紙を掲載したりするようになった。中でもリチャード・S・シェイヴァーとともに姉妹誌の『アメージング・ストーリーズ』で手掛けた『シェイヴァー・ミステリー』と呼ばれるシリーズは絶大な反響を呼び、その真偽を巡って大きな論争を巻き起こした。発行部数が大幅に増加したことで『アメージング・ストーリーズ』『ファンタスティック・アドベンチャーズ』がともに月刊誌へと返り咲くきっかけとなった。

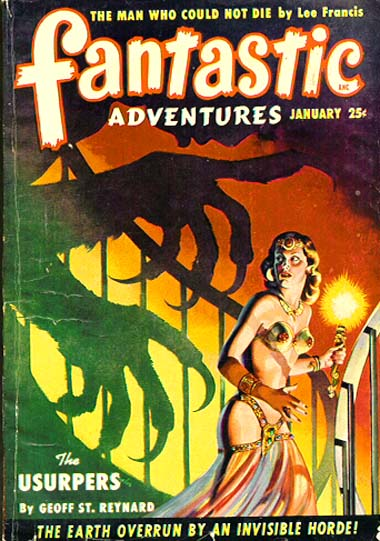
編集担当がハワード・ブラウンへ変更となった1950年1月号表紙。

### ブラウン時代
ブラウンが就任した1950年代初頭は、編集のほとんどをウィリアム・ハムリングが担当していた。ブラウンが完全に編集を指揮を執るのはパーマーとハムリングがジフ・デイビス社を去った後になるが、就任して以降は小説の質が著しく向上し、最初の1～2年は『ファンタスティック・アドベンチャーズ』の全盛期であったとされている。1950年2月にシオドア・スタージョンが『夢みる宝石』を発表したほか、レスター・デル・レイやウィリアム・テン、ウォルター・M・ミラー・ジュニアらが注目すべき足跡を残した。また、1950年4月にはマック・レイナルズのデビュー作『われらが団結』が掲載された。その後のレイナルズは『アスタウンディング』に作品の多くを発表していたが、『われらが団結』には彼の特徴である過激な政治的テーマの欠片が見て取れる。また、後に南北戦争をモチーフとしたシリーズ作品でベストセラー作家となるジョン・ジェイクスもこの年に『夢見る樹』を寄稿し、小説家としてのデビューを果たした。
この時代の『ファンタスティック・アドベンチャーズ』について、サイエンス・フィクションの歴史家でもあるブライアン・ステイブルフォードは、全体的な質は低かったものの「『ファンタスティック・アドベンチャーズ』に寄稿することを許された一部の作家」は、独創的で、気まぐれで、皮肉に富んだ読み応えのある小説を発表していた、と評している。コメンテーターのジョン・クルートは、雑誌としての一貫性に欠けるところはあるものの、素晴らしい作品がいくつかあると評し、シオドア・スタージョンの『Largo』やレイモンド・F・ジョーンズの『The Children's Room』などを挙げた。

### イラストについて
『ファンタスティック・アドベンチャーズ』のイラストについてアシュリーは「最もイラストが描かれた雑誌のひとつ」としており、主要なイラストレーターとしてヴァージル・フィンレイ、ヘンリー・シャープ、ロッド・ルース、マルコム・スミスらを擁していた。パーマーは『ファンタスティック・アドベンチャーズ』の表紙イラストについては世間の注目を集め、売り上げに貢献していたとの考えを示しており、刊行初年度は男性ヒーローのアクションシーンを切り抜いたものが多くを占めていたが、1940年8月号においてH・W・マッコーリィが煌びやかなドレスを着たグラマラスな女性を登場させた。以降、似たような女性を登場させる表紙が頻繁に続き、読者や編集者は彼女らを「マックガール」と呼称した。SF史家のポール・カーターは、表紙イラストがアクションシーンから魅力的な女性へと変化したことについて、戦争との因果関係を指摘している。イギリスの作家であり評論家でもあるブライアン・オールディスは、1949年3月号の『ファンタスティック・アドベンチャーズ』表紙に男性器を想起させる潜水艦が描かれていることを指摘した。読者からの手紙を紹介するコーナーでは、こうした性的暗喩表現や、魅力的な美女が表紙を飾ることについて、批判的に異論を唱える者も少なからず存在していた。
| 順位 | イラストレーター                   | 掲載回数 |
| ---- | ---------------------------------- | -------- |
| 1    | ロバート・ギブソン・ジョーンズ     | 46回     |
| 2    | H・W・マッコーリィ                 | 18回     |
| 3    | ジェームズ・アレン・セント＝ジョン | 11回     |
| 4    | ジョセフ・W・ティロットソン        | 7回      |
| 5    | アーノルド・コーン                 | 9回      |
| 6    | ウォルター・ポップ                 | 5回      |
| 6    | マルコム・スミス                   | 5回      |

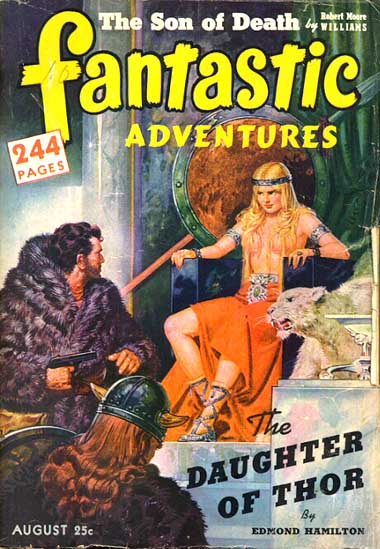
1942年8月号表紙。ロバート・ギブソン・ジョーンズは1942年以降、多くの表紙イラストを担当した。

表紙イラストは固定の作家が持ち回りで担当する傾向にあり、中でもロバート・ギブソン・ジョーンズは、全129号のうち、1/3を超える46号分の表紙イラストを担当した。各号の表紙を手掛けたイラストレーターは以下の通りである。
| 項番 | 発行年月 | イラストレーター名                             | 備考   |
| ---- | -------- | ---------------------------------------------- | ------ |
| 1    |          | ジョセフ・W・ティロットソン (Robert Fuqua名義) | [ 27 ] |
| 2    |          | レオ・モーリー (Leo Morey)                     | [ 27 ] |
| 3    |          | H・W・マッコーリィ                             | [ 27 ] |
| 4    |          | ジョセフ・W・ティロットソン (Robert Fuqua名義) | [ 27 ] |

| 項番 | 発行年月 | イラストレーター名                             | 備考   |
| ---- | -------- | ---------------------------------------------- | ------ |
| 1    |          | H・W・マッコーリィ                             | [ 28 ] |
| 2    |          | ジョセフ・W・ティロットソン (Robert Fuqua名義) | [ 28 ] |
| 3    |          | ジョセフ・W・ティロットソン (Robert Fuqua名義) | [ 28 ] |
| 4    |          | フランク・R・パウル                            | [ 28 ] |
| 5    |          | ストックトン・マルフォード (Stockton Mulford)  | [ 28 ] |
| 6    |          | ストックトン・マルフォード                     | [ 28 ] |
| 7    |          | H・W・マッコーリィ                             | [ 28 ] |
| 8    |          | ジェームズ・アレン・セント＝ジョン             | [ 28 ] |

| 項番 | 発行年月 | イラストレーター名                                    | 備考   |
| ---- | -------- | ----------------------------------------------------- | ------ |
| 1    |          | H・W・マッコーリィ                                    | [ 29 ] |
| 2    |          | ジェームズ・アレン・セント＝ジョン                    | [ 29 ] |
| 3    |          | ジョセフ・W・ティロットソン (Robert Fuqua名義)        | [ 29 ] |
| 4    |          | H・W・マッコーリィ                                    | [ 29 ] |
| 5    |          | ジェームズ・アレン・セント＝ジョン H・W・マッコーリィ | [ 29 ] |
| 6    |          | ロッド・ルース (Rod Ruth)                             | [ 29 ] |
| 7    |          | ジョセフ・W・ティロットソン (Robert Fuqua名義)        | [ 29 ] |
| 8    |          | H・W・マッコーリィ                                    | [ 29 ] |
| 9    |          | ジェームズ・アレン・セント＝ジョン                    | [ 29 ] |
| 10   |          | ロッド・ルース                                        | [ 29 ] |

| 項番 | 発行年月 | イラストレーター名                                                | 備考   |
| ---- | -------- | ----------------------------------------------------------------- | ------ |
| 1    |          | H・W・マッコーリィ                                                | [ 30 ] |
| 2    |          | ジョセフ・W・ティロットソン (Robert Fuqua名義) H・W・マッコーリィ | [ 30 ] |
| 3    |          | ジェームズ・アレン・セント＝ジョン                                | [ 30 ] |
| 4    |          | マルコム・スミス                                                  | [ 30 ] |
| 5    |          | マルコム・スミス                                                  | [ 30 ] |
| 6    |          | マルコム・スミス                                                  | [ 30 ] |
| 7    |          | ジェームズ・アレン・セント＝ジョン                                | [ 30 ] |
| 8    |          | ロバート・ギブソン・ジョーンズ (Robert Gibson Jones)              | [ 30 ] |
| 9    |          | H・W・マッコーリィ                                                | [ 30 ] |
| 10   |          | ジェームズ・アレン・セント＝ジョン                                | [ 30 ] |
| 11   |          | H・W・マッコーリィ                                                | [ 30 ] |
| 12   |          | H・W・マッコーリィ                                                | [ 30 ] |

| 項番 | 発行年月 | イラストレーター名             | 備考   |
| ---- | -------- | ------------------------------ | ------ |
| 1    |          | ロバート・ギブソン・ジョーンズ | [ 31 ] |
| 2    |          | ロバート・ギブソン・ジョーンズ | [ 31 ] |
| 3    |          | ロバート・ギブソン・ジョーンズ | [ 31 ] |
| 4    |          | マルコム・スミス               | [ 31 ] |
| 5    |          | H・W・マッコーリィ             | [ 31 ] |
| 6    |          | H・W・マッコーリィ             | [ 31 ] |
| 7    |          | ロバート・ギブソン・ジョーンズ | [ 31 ] |
| 8    |          | ロバート・ギブソン・ジョーンズ | [ 31 ] |
| 9    |          | ロバート・ギブソン・ジョーンズ | [ 31 ] |
| 10   |          | ロバート・ギブソン・ジョーンズ | [ 31 ] |

| 項番 | 発行年月 | イラストレーター名                 | 備考   |
| ---- | -------- | ---------------------------------- | ------ |
| 1    |          | ロッド・ルース                     | [ 32 ] |
| 2    |          | ジェームズ・アレン・セント＝ジョン | [ 32 ] |
| 3    |          | ロバート・ギブソン・ジョーンズ     | [ 32 ] |
| 4    |          | ジェームズ・アレン・セント＝ジョン | [ 32 ] |

| 項番 | 発行年月 | イラストレーター名                 | 備考   |
| ---- | -------- | ---------------------------------- | ------ |
| 1    |          | ロバート・ギブソン・ジョーンズ     | [ 33 ] |
| 2    |          | R・E・エパリー (R.E.Epperley)      | [ 33 ] |
| 3    |          | アーノルド・コーン                 | [ 33 ] |
| 4    |          | ジェームズ・アレン・セント＝ジョン | [ 33 ] |
| 5    |          | ポール・リーマン (Paul Lehman)     | [ 33 ] |

| 項番 | 発行年月 | イラストレーター名                 | 備考   |
| ---- | -------- | ---------------------------------- | ------ |
| 1    |          | ウォルター・パーク (Walter Parke)  | 6      |
| 2    |          | H・W・マッコーリィ                 | [ 34 ] |
| 3    |          | アーノルド・コーン                 | [ 34 ] |
| 4    |          | アーノルド・コーン                 | [ 34 ] |
| 5    |          | ジェームズ・アレン・セント＝ジョン | [ 34 ] |

| 項番 | 発行年月 | イラストレーター名             | 備考   |
| ---- | -------- | ------------------------------ | ------ |
| 1    |          | ロバート・ギブソン・ジョーンズ | [ 35 ] |
| 2    |          | ロバート・ギブソン・ジョーンズ | [ 35 ] |
| 3    |          | ロバート・ギブソン・ジョーンズ | [ 35 ] |
| 4    |          | H・W・マッコーリィ             | [ 35 ] |
| 5    |          | ロバート・ギブソン・ジョーンズ | [ 35 ] |
| 6    |          | ロバート・ギブソン・ジョーンズ | [ 35 ] |
| 7    |          | ロバート・ギブソン・ジョーンズ | [ 35 ] |
| 8    |          | ロバート・ギブソン・ジョーンズ | [ 35 ] |

| 項番 | 発行年月 | イラストレーター名                                                       | 備考   |
| ---- | -------- | ------------------------------------------------------------------------ | ------ |
| 1    |          | ロバート・ギブソン・ジョーンズ                                           | [ 36 ] |
| 2    |          | ロバート・ギブソン・ジョーンズ                                           | [ 36 ] |
| 3    |          | ロバート・ギブソン・ジョーンズ                                           | [ 36 ] |
| 4    |          | ロバート・ギブソン・ジョーンズ                                           | [ 36 ] |
| 5    |          | ロバート・ギブソン・ジョーンズ ジェームズ・B・セトルズ (James B.Settles) | [ 36 ] |
| 6    |          | ロバート・ギブソン・ジョーンズ                                           | [ 36 ] |
| 7    |          | ラモン・ネイラー (Ramon Naylor)                                          | [ 36 ] |
| 8    |          | ウォルター・ハスケル・ヒントン                                           | [ 36 ] |
| 9    |          | ロバート・ギブソン・ジョーンズ                                           | [ 36 ] |
| 10   |          | ロバート・ギブソン・ジョーンズ                                           | [ 36 ] |
| 11   |          | アーノルド・コーン                                                       | [ 36 ] |
| 12   |          | マルコム・スミス                                                         | [ 36 ] |

| 項番 | 発行年月 | イラストレーター名                          | 備考   |
| ---- | -------- | ------------------------------------------- | ------ |
| 1    |          | ロバート・ギブソン・ジョーンズ              | [ 37 ] |
| 2    |          | アーノルド・コーン                          | [ 37 ] |
| 3    |          | アーノルド・コーン                          | [ 37 ] |
| 4    |          | エドモンド・シフィオンテク (Edmond Swiatek) | [ 37 ] |
| 5    |          | ロバート・ギブソン・ジョーンズ              | [ 37 ] |
| 6    |          | ジェームズ・B・セトルズ                     | [ 37 ] |
| 7    |          | ジェームズ・B・セトルズ                     | [ 37 ] |
| 8    |          | アーノルド・コーン                          | [ 37 ] |
| 9    |          | ロバート・ギブソン・ジョーンズ              | [ 37 ] |
| 10   |          | エドモンド・シフィオンテク                  | [ 37 ] |
| 11   |          | ロバート・ギブソン・ジョーンズ              | [ 37 ] |
| 12   |          | エドモンド・シフィオンテク                  | [ 37 ] |

| 項番 | 発行年月 | イラストレーター名                        | 備考   |
| ---- | -------- | ----------------------------------------- | ------ |
| 1    |          | ラモン・ネイラー                          | [ 38 ] |
| 2    |          | ロバート・ギブソン・ジョーンズ            | [ 38 ] |
| 3    |          | ロバート・ギブソン・ジョーンズ            | [ 38 ] |
| 4    |          | ロバート・ギブソン・ジョーンズ            | [ 38 ] |
| 5    |          | H・J・ブルーメンフェルト (H.J.Blumenfeld) | [ 38 ] |
| 6    |          | ロバート・ギブソン・ジョーンズ            | [ 38 ] |
| 7    |          | ロバート・ギブソン・ジョーンズ            | [ 38 ] |
| 8    |          | H・W・マッコーリィ                        | [ 38 ] |
| 9    |          | ロバート・ギブソン・ジョーンズ            | [ 38 ] |
| 10   |          | ロバート・ギブソン・ジョーンズ            | [ 38 ] |
| 11   |          | アーノルド・コーン                        | [ 38 ] |
| 12   |          | ロバート・ギブソン・ジョーンズ            | [ 38 ] |

| 項番 | 発行年月 | イラストレーター名                     | 備考   |
| ---- | -------- | -------------------------------------- | ------ |
| 1    |          | ロバート・ギブソン・ジョーンズ         | [ 39 ] |
| 2    |          | アーノルド・コーン                     | [ 39 ] |
| 3    |          | ロバート・ギブソン・ジョーンズ         | [ 39 ] |
| 4    |          | H・W・マッコーリィ                     | [ 39 ] |
| 5    |          | ロバート・ギブソン・ジョーンズ         | [ 39 ] |
| 6    |          | ウォルター・ハスケル・ヒントン         | [ 39 ] |
| 7    |          | ロバート・ギブソン・ジョーンズ         | [ 39 ] |
| 8    |          | ロバート・ギブソン・ジョーンズ         | [ 39 ] |
| 9    |          | ロバート・ギブソン・ジョーンズ         | [ 39 ] |
| 10   |          | ジョー・ティロットソン (Joe Tillotson) | [ 39 ] |
| 11   |          | エド・ヴァリガースキー                 | [ 39 ] |
| 12   |          | ロバート・ギブソン・ジョーンズ         | [ 39 ] |

| 項番 | 発行年月 | イラストレーター名                            | 備考   |
| ---- | -------- | --------------------------------------------- | ------ |
| 1    |          | エド・ヴァリガースキー                        | [ 40 ] |
| 2    |          | レオ・ラモン・サマーズ (Leo Ramon Summers)    | [ 40 ] |
| 3    |          | レオ・ラモン・サマーズ エド・ヴァリガースキー | [ 40 ] |
| 4    |          | レオ・ラモン・サマーズ                        | [ 40 ] |
| 5    |          | レオ・ラモン・サマーズ                        | [ 40 ] |
| 6    |          | ウォルター・ポップ (Walter Popp)              | [ 40 ] |
| 7    |          | ウォルター・ポップ                            | [ 40 ] |
| 8    |          | ウォルター・ポップ                            | [ 40 ] |
| 9    |          | ウォルター・ポップ                            | [ 40 ] |
| 10   |          | ウォルター・ポップ                            | [ 40 ] |
| 11   |          | ロバート・ギブソン・ジョーンズ                | [ 40 ] |
| 12   |          | ロバート・ギブソン・ジョーンズ                | [ 40 ] |

| 項番 | 発行年月 | イラストレーター名                   | 備考   |
| ---- | -------- | ------------------------------------ | ------ |
| 1    |          | フランク・ノヴァロ (Frank Novarro)   | [ 41 ] |
| 2    |          | ウィリアム・スレード (William Slade) | [ 41 ] |
| 3    |          | フランク・ノヴァロ                   | [ 41 ] |

## 書誌情報
| 開始      | 終了       | 編集主任 (Editor-in-Chief) | 編集長 (Managing Editor) | 発刊数 |
| --------- | ---------- | -------------------------- | ------------------------ | ------ |
| 1939年5月 | 1947年1月  | B・G・デイヴィス           | レイモンド・A・パーマー  | 59     |
| 1947年3月 | 1947年10月 | レイモンド・A・パーマー    | ハワード・ブラウン       | 5      |
| 1947年5月 | 1949年12月 | レイモンド・A・パーマー    | ウィリアム・ハムリング   | 26     |
| 1950年1月 | 1951年2月  | ハワード・ブラウン         | ウィリアム・ハムリング   | 14     |
| 1951年3月 | 1953年3月  | ハワード・ブラウン         | ライラ・シェイファー     | 25     |

| | 1月  | 2月  | 3月  | 4月  | 5月  | 6月  | 7月  | 8月  | 9月  | 10月  | 11月  | 12月  |
| --- | ---- | ---- | ---- | ---- | ---- | ---- | ---- | ---- | ---- | ----- | ----- | ----- |
| 1939 |      |      |      |      | 1/1  |      | 1/2  |      | 1/3  |       | 1/4   |       |
| 1940 | 2/1  | 2/2  | 2/3  | 2/4  | 2/5  | 2/6  |      | 2/7  |      | 2/8   |       |       |
| 1941 | 3/1  |      | 3/2  |      | 3/3  | 3/4  | 3/5  | 3/6  | 3/7  | 3/8   | 3/9   | 3/10  |
| 1942 | 4/1  | 4/2  | 4/3  | 4/4  | 4/5  | 4/6  | 4/7  | 4/8  | 4/9  | 4/10  | 4/11  | 4/12  |
| 1943 | 5/1  | 5/2  | 5/3  | 5/4  | 5/5  | 5/6  | 5/7  | 5/8  |      | 5/9   |       | 5/10  |
| 1944 |      | 6/1  |      | 6/2  |      | 6/3  |      |      |      | 6/4   |       |       |
| 1945 | 7/1  |      |      | 7/2  |      |      | 7/3  |      |      | 7/4   |       | 7/5   |
| 1946 |      | 8/1  |      |      | 8/2  |      | 8/3  |      | 8/4  |       | 8/5   |       |
| 1947 | 9/1  |      | 9/2  |      | 9/3  |      | 9/4  |      | 9/5  | 9/6   | 9/7   | 9/8   |
| 1948 | 10/1 | 10/2 | 10/3 | 10/4 | 10/5 | 10/6 | 10/7 | 10/8 | 10/9 | 10/10 | 10/11 | 10/12 |
| 1949 | 11/1 | 11/2 | 11/3 | 11/4 | 11/5 | 11/6 | 11/7 | 11/8 | 11/9 | 11/10 | 11/11 | 11/12 |
| 1950 | 12/1 | 12/2 | 12/3 | 12/4 | 12/5 | 12/6 | 12/7 | 12/8 | 12/9 | 12/10 | 12/11 | 12/12 |
| 1951 | 13/1 | 13/2 | 13/3 | 13/4 | 13/5 | 13/6 | 13/7 | 13/8 | 13/9 | 13/10 | 13/11 | 13/12 |
| 1952 | 14/1 | 14/2 | 14/3 | 14/4 | 14/5 | 14/6 | 14/7 | 14/8 | 14/9 | 14/10 | 14/11 | 14/12 |
| 1953 | 15/1 | 15/2 | 15/3 |      |      |      |      |      |      |       |       |       |
| 凡例:水色部分はレイモンド・A・パーマーが編集長、黄色部分はハワード・ブラウンが編集長。 左側の数字は通年。右側の数字はその年の発刊号数。 |      |      |      |      |      |      |      |      |      |       |       |       |

### 編集者
各期間の編集責任者は以下の通りである。
- レイモンド・A・パーマー
1939年5月 – 1949年12月
- ハワード・ブラウン
1950年1月 – 1953年4月

編集長は編集主任よりも上位のポジションにあたるが、編集責任が必ずしも発行人欄に記載される編集長にあったわけではなく、編集主任が責任者であった場合もある。

### 刊行頻度
『ファンタスティック・アドベンチャーズ』は隔月刊として開始し、1940年1月より半年間と1941年5月から1943年8月までの期間は月刊へと移行して再び隔月刊へと戻った。その後しばらく隔月または3か月に1度の間隔での発行が続いたが、1947年9月より再び月刊誌となり、以降は廃刊まで月刊誌として刊行された。このため、各年を通しての刊行数はまちまちであり、右表の通り創刊から廃刊まで合計129号が刊行された。

### 値段と頁数
創刊時の『ファンタスティック・アドベンチャーズ』はラージ・パルプ判の96ページで発売されていたが、1940年6月よりパルプ判にサイズが縮小され、ページ数は144ページに増加した。価格は創刊時は20セントで、1942年4月号より25セントになり、ページ数が240ページに増加した。その後価格の変動は無かったがページ数は減少し、1943年6月から1945年7月までは208ページ、1945年10月からは176ページ、1948年7月からは160ページ、同年9月からは156ページ、1949年6月からは144ページとなった。1949年9月から1950年8月までは160ページに一時的に増えたが、1950年9月号は148ページ、以降は廃刊まで130ページとなっていた。
| Number     | 英国版発行年月 | 対応するアメリカ版 |
| ---------- | -------------- | ------------------ |
| 1 (未採番) | 1950年6月      | 1950年3月          |
| 2 (未採番) | 1950年8月      | 1950年4月          |
| 3          | 1950年10月     | 1950年5月          |
| 4          | 1950年12月     | 1950年9月          |
| 5          | 1951年1月      | 1950年10月         |
| 6          | 1951年3月      | 1950年8月          |
| 7          | 1951年4月      | 1951年2月          |
| 8          | 1951年11月     | 1951年1月          |
| 9          | 1952年2月      | 1950年2月          |
| 10         | 1952年3月      | 1950年11月         |
| 11         | 1952年4月      | 1950年12月         |
| 12         | 1952年7月      | 1951年3月          |
| 13         | 1952年9月      | 1951年4月          |
| 14         | 1952年10月     | 1951年5月          |
| 15         | 1952年11月     | 1951年8月          |
| 16         | 1953年1月      | 1951年6月          |
| 17         | 1953年2月      | 1951年9月          |
| 18         | 1953年4月      | 1951年10月         |
| 19         | 1953年6月      | 1952年4月          |
| 20         | 1953年7月      | 1952年6月          |
| 21         | 1953年8月      | 1950年7月          |
| 22         | 1953年9月      | 1953年1月          |
| 23         | 1953年10月     | 1951年12月         |
| 24         | 1954年2月      | 1952年12月         |

### アメリカ国外での出版について
『ファンタスティック・アドベンチャーズ』はイギリスで1950年から1954年までの間に計24号が再販された。内容としてはアメリカ版の抜粋とも呼ぶべきもので、最初の2号はナンバリングされておらず、パルプ判32ページの雑誌としてジフ・デイビス社のロンドン支社によって発行された。以降はレスターのソープ・アンド・ポーター社より出版された。刊行当初ページ数は160ページだったが、ページ数は徐々に減少し、最終的には96ページとなった。イギリスでの刊行時期と対応するアメリカ版の発行日は右表の通りである。
日本においては誠文堂新光社が1950年4月から7月にかけて『アメージング・ストーリーズ』と『ファンタスティック・アドベンチャーズ』の掲載作を翻訳し、サイエンスフィクションのアンソロジー叢書『怪奇小説叢書アメージング・ストーリーズ①～⑦』として7巻を刊行した。これはアジアで最初のSF雑誌であり、非英語圏で『ファンタスティック・アドベンチャーズ』の作品が刊行された当時唯一の事例となっている。

### 季刊号
1941年以降、売れ残った『ファンタスティック・アドベンチャーズ』は3号分が新しい表紙で再編され、『季刊ファンタスティック・アドベンチャーズ』として販売された。季刊号は1941年冬号から1943年秋号まで計8回刊行され、価格は25セントだった。1948年にも再び同様のシリーズが刊行され、1948年夏号から1951年春号まで計11回刊行された。

### 再販権
1965年、ソル・コーエン社はジフ・デイビス社より『アメージング・ストーリーズ』と『ファンタスティック』の2誌を買収し、『ファンタスティック・アドベンチャーズ』を含むジフ・デイビス社のSF雑誌に掲載された全ての作品の再販権を獲得した。ソル・コーエン社は複数の再販タイトルを発行し、『ファンタスティック・アドベンチャーズ』の作品も頻繁に再販された。特に『Fantastic Adventures Yearbook』、『Thrilling Science Fiction』、『Science Fiction Adventures』、『Science Fantasy』、『The Strangest Stories Every Told』、『Weird Mystery』などのタイトルは、内容がほとんどあるいは全て『ファンタスティック・アドベンチャーズ』と同じになっている。